# Wiktor Dominowski
Wiktor Aleksy Dominowski (ur. 16 listopada 1932 w Warszawie, zm. 29 kwietnia 2015 tamże) – pedagog, działacz oświatowy, instruktor harcerski.
Ukończył Liceum Ogólnokształcące im. Tadeusza Czackiego w Warszawie oraz studia (chemia i zaoczne studia pedagogiczne) na Uniwersytecie Warszawskim. W latach 50. pracował w wydziale szkolno-harcerskim Zarządu Dzielnicowego Związku Młodzieży Polskiej na warszawskiej Pradze Północ. W 1965 został instruktorem harcerskim.
Był dyrektorem Szkoły Podstawowej nr 127 w Warszawie, pełnił też funkcję komendanta szczepu działającego w tej szkole. Był dyrektorem Pałacu Młodzieży oraz Studium Nauczycielskiego w Radzyminie. Pełnił funkcje zastępcy inspektora oświaty w dzielnicy Praga-Północ, a następnie starszego wizytatora Stołecznego Kuratora Oświaty i pełnomocnika Stołecznego Kuratora Oświaty ds. kształcenia i doskonalenia nauczycieli w województwie stołecznym warszawskim. Był przewodniczącym Wojewódzkiej Rady Postępu Pedagogicznego w Warszawie.
Związany ze Związkiem Harcerstwa Polskiego – w latach 60. i 70. jako instruktor hufca Warszawa Praga-Północ zajmował się kształceniem, był członkiem rady i komendy hufca oraz zastępcą komendanta hufca. Był jednym z szefów operacji Bieszczady 40, instruktorem w stopniu harcmistrza PL.
Zasłużony członek Związku Nauczycielstwa Polskiego.
Odznaczony m.in. Krzyżem Kawalerskim Orderu Odrodzenia Polski, Medalem Komisji Edukacji Narodowej, Złotą Odznaką ZNP, Krzyżem „Za Zasługi dla ZHP”, Złotą Odznaką Honorową „Za zasługi dla Warszawy”.
Pochowany na cmentarzu Bródnowskim w Warszawie (kwatera 110L-6-3).